# Mallophora gracipes
Mallophora gracipes là một loài ruồi trong họ Asilidae. Mallophora gracipes được Artigas & Angulo miêu tả năm 1980. Loài này phân bố ở vùng Tân nhiệt đới.